# Oplopanax japonicus
Oplopanax japonicus är en araliaväxtart som beskrevs av Takenoshin Nakai. Oplopanax japonicus ingår i släktet Oplopanax och familjen Araliaceae. Inga underarter finns listade.

## Bildgalleri

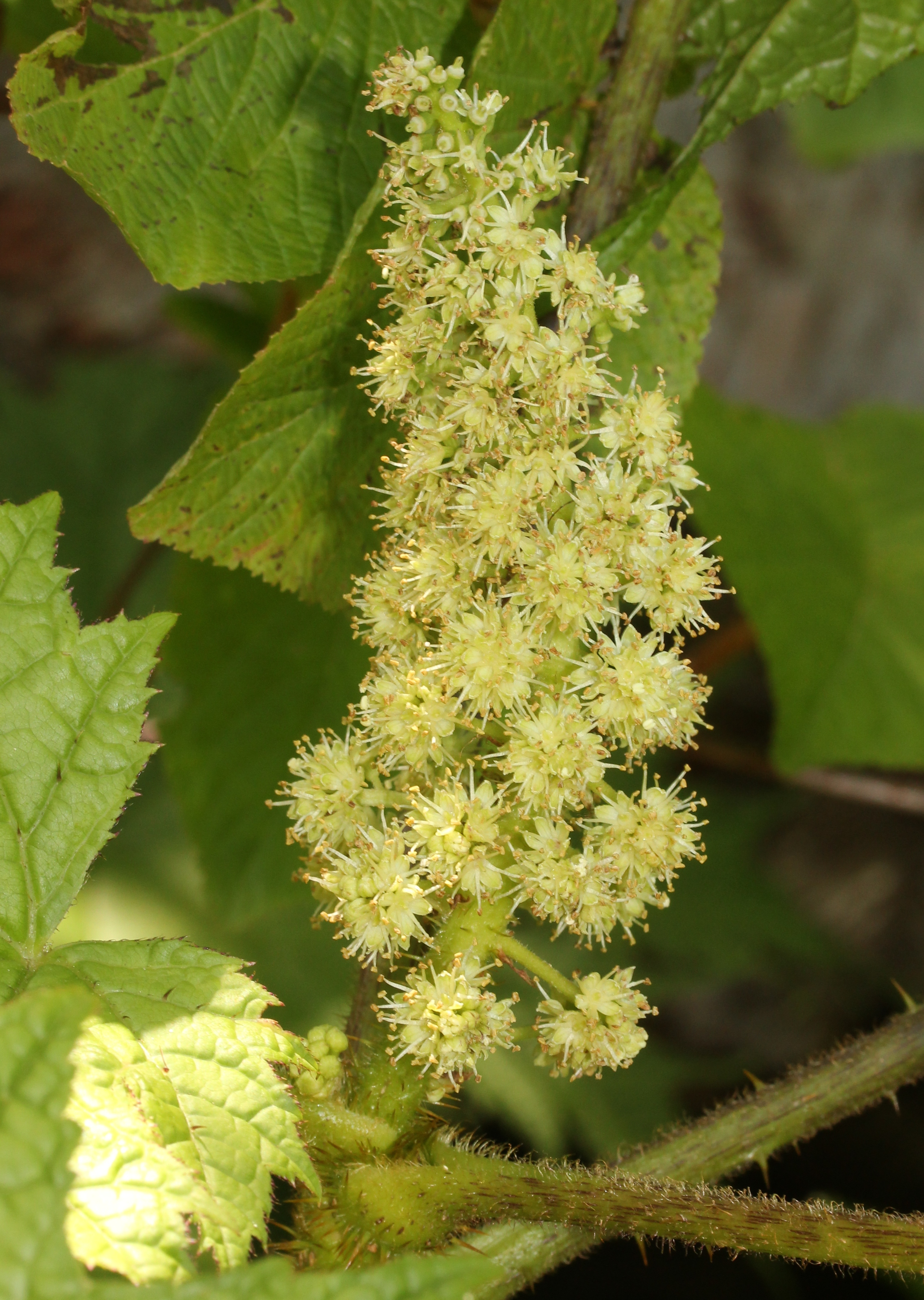